# Azatavan
Azatavan là một đô thị thuộc tỉnh Ararat, Armenia. Dân số ước tính năm 2011 là 3028 người.